# Hypsometrie
Hypsometrie je kartografický pojem, který se používá ve dvou významech:
- Určování výškopisu, nadmořských výšek a převýšení obecně – zastaralé, dnes se nepoužívá.[1][2]
- Hypsometrie (barevná) – vyjadřování výškopisu pomocí barevných odstínů, obvyklé u fyzických map, nejčastější vyjádření bývá: zelená – nížiny, žlutá – vysočiny, hnědá – hory, může být ale i jiné. Barevná hypsometrie bývá zpravidla doplňována stínováním nebo šrafováním pro lepší vyjádření reliéfu.[3]

## Ukázky barevné hypsometrie

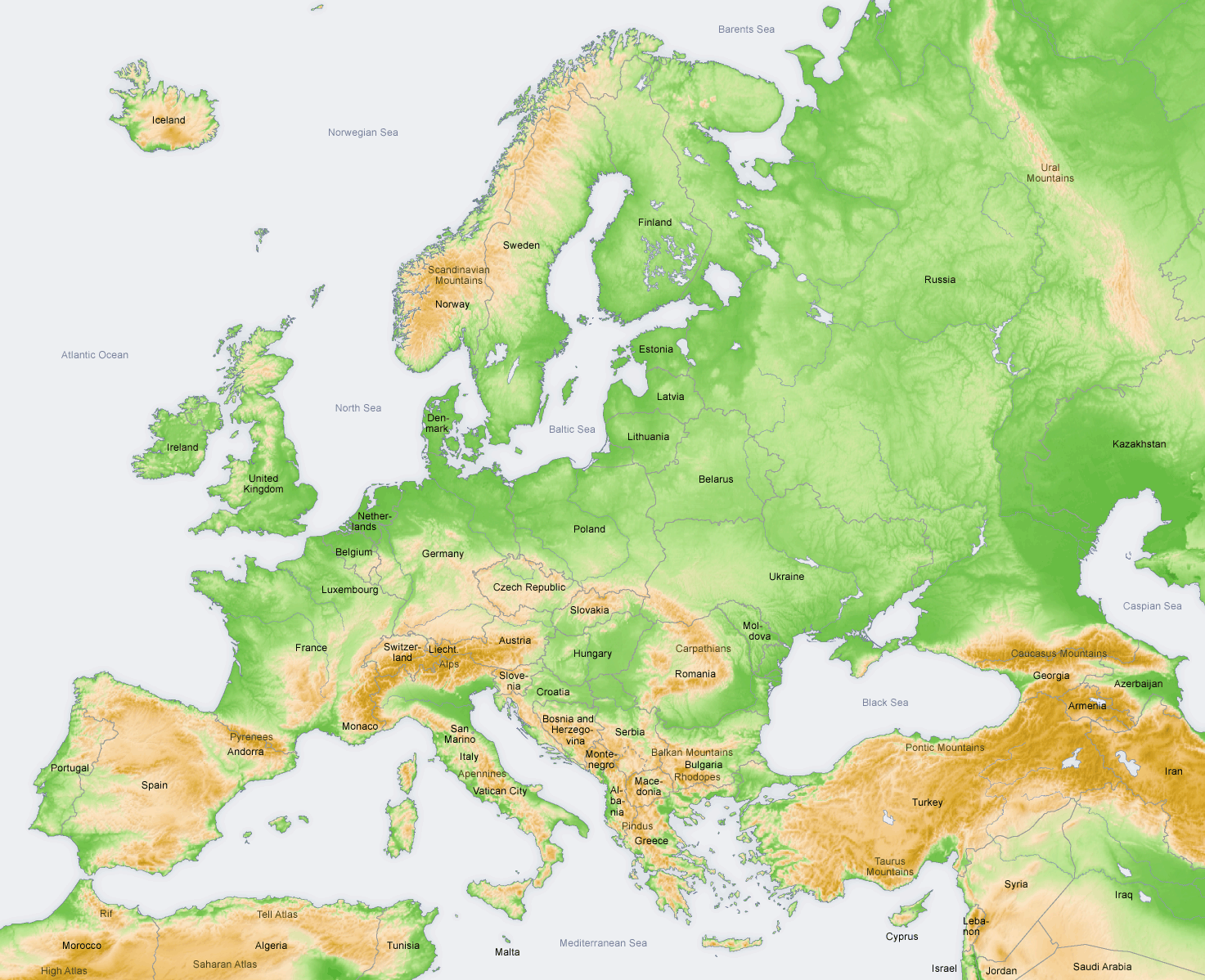
Fyzický povrch Evropy vyjádřený barevnou hypsometrií
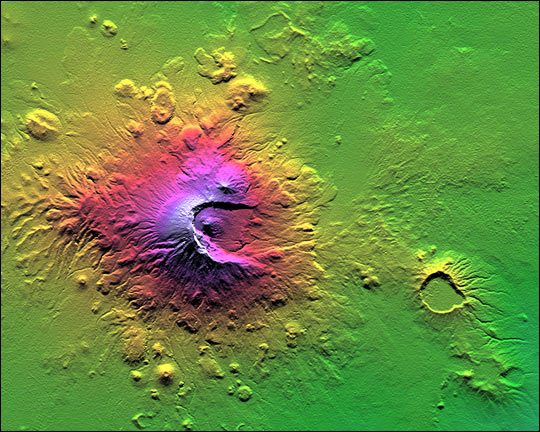
Hora Mount Meru v Tanzanii